# Walther Schrauth
Walther Schrauth, manchmal auch Walter, (* 20. Februar 1881 in  Magdeburg; † 1. Mai 1939 in Rodleben bei Dessau) war ein deutscher Chemiker und Unternehmer.

## Leben
Schrauth, der Sohn des Kaufmanns und Seifenfabrikanten (Müller & Kalkow) Hermann Emil Schrauth (1851–1904) und Marie Emilie Regine Schrauth, geb. Müller (1853–1933), studierte nach dem Abitur am Gymnasium des Klosters unserer lieben Frauen in Magdeburg 1902 Chemie und Physik in München und Berlin und wurde in 1906 Berlin promoviert (Über das Verhalten einiger Diketopiperazine gegen Alkali. Darstellung von Tyrosyltyrosin und Tyrosylglycin). Er war kurz beim Materialprüfungsamt, war Unterrichtsassistent am Chemischen Institut der Universität Berlin und studierte Medizin bis zum Physikum 1914. Nach der Habilitation 1915 war er Privatdozent in Berlin, als er 1916 im Auftrag des Reichsmarineamts den Aufbau und die Leitung eines Werks zur  Tetralin-Produktion in Rodleben bei Roßlau übernahm für die Tetralin-Werke (später Deutsche Hydrierwerke). 1922 wurde er Vorstandsmitglied der Riedel AG und 1927 Vorstandsvorsitzender der Deutsche Hydrierwerke AG (Dehydag) in Rodleben. 1924 wurde er außerordentlicher Professor an der Universität Berlin und 1933 Honorarprofessor an der TH Berlin-Charlottenburg.
Schrauth entwickelte zunächst mit Walter Julius Viktor Schoeller quecksilberhaltige organische Verbindungen, mit dem Ziel ein Mittel gegen Syphilis zu entwickeln. Daraus entstanden desinfizierende Seifen. Die Seifenfabrik Müller & Kalkow in Magdeburg stellte diese Seifen für Bayer Leverkusen her. Dort erfolgte dann die Verpackung und Vertrieb unter dem Namen Afridol. Die Patente wurden von den Elberfelder Farbwerken übernommen und fanden auch in der Schädlingsbekämpfung (Holzschutz) und in der Medizin als Diuretika Anwendung.
Er entwickelte später in seiner Firma Methoden zur Hydrierung von Verbindungen der Steinkohlenteer-Chemie und die katalytische Hochdruckhydrierung von Fettsäureestern und Fettsäuren zu Fettalkoholen (entwickelt mit O. Schenk, K. Stickdorn) und produzierte damit Fettalkoholsulfate als Tenside für Waschmittel, zuerst verwendet 1932 als Fewa von der Firma Böhme (später Henkel) durch Heinrich Gottlob Bertsch. Bei der Entwicklung wurde er vom Experten für Fetthärtung Wilhelm Normann beraten.
Er forschte auch über Lignin, Weichmacher, Adipinsäure und Spermöl.
Walther Schrauth starb 1939 im Alter von 58 Jahren und wurde auf dem Waldfriedhof Dahlem in Berlin beigesetzt. Das Grab ist nicht erhalten.

## Schriften
- Die medikamentösen Seifen, Berlin 1914
- mit Carl Deite: Handbuch der Seifenfabrikation, J. Springer, 1917, 6. Auflage 1926
- Der Chemiker: der Nahrungsmittelchemiker, 1937, 6. Auflage 1941
- Über die technische Herstellung und Verwendung hydrierter organischer Verbindungen, Zeitschrift für Angewandte Chemie, Band 35, 1922, S. 25–29
- Hochdruckhydrierung und Fettchemie, Angewandte Chemie, Band. 46, 1933, S. 459–461